# 나슈에 자한 스타디움
나슈에 자한 스타디움(페르시아어: ورزشگاه نقش جهان, 영어: Naghsh-e Jahan Stadium)은 이란 이스파한에 위치한 축구 전용 경기장이다. 세파한의 홈구장으로 사용되고 있다.
수용 인원은 75,000명이다.

## 같이 보기
- 세파한 SC
- 이맘 광장